# Dryopteris fauriei
Dryopteris fauriei är en träjonväxtart som först beskrevs av Holtt. och P. J. Edwards, och fick sitt nu gällande namn av Zhang. Dryopteris fauriei ingår i släktet Dryopteris och familjen Dryopteridaceae. Inga underarter finns listade.